# Faro de San Sebastián (Palafrugell)
El faro de San Sebastián (en catalán far de Sant Sebastià) es un faro situado en la ciudad de Palafrugell, en el sur de la Costa Brava, en la provincia de Gerona, Cataluña, España. Está clasificado como Bien de Interés Cultural. Está gestionado por la autoridad portuaria del Puerto de Barcelona.

## Descripción
Se trata de un conjunto formado por la torre, el faro y otras dependencias complementarias que la rodean. Se encuentra elevado sobre una terraza que salva el desnivel del terreno, y está rodeado de una zona ajardinada y de una valla. La torre es de planta circular y de una simplicidad máxima de líneas, criterio de sencillez que se extiende al resto de construcciones, lo que no les impide mostrar un vocabulario decorativo de inspiración clásica.

## Historia
En 1857 se inauguró el faro con una óptica de 1º orden y una lámpara que utilizaba aceite de oliva como combustible. Se electrificó en 1940 y en 1970 se inauguró un radiofaro.